# Сухов, Василий Петрович
Васи́лий Петро́вич Су́хов (1884, Кулебаки, Нижегородская губерния — 1938) — русский революционер и советский партийный деятель.

## Биография
Родился в 1884 году в селе (ныне город) Кулебаки Ардатовского уезда Нижегородской губернии. Поступил на работу слесарем на Кулебакский металлургический завод. В 1905 году вступил в Российскую социал-демократическую рабочую партию. 5 января 1917 года на первом съезде Советов Ардатовского уезда был избран председателем уездного исполнительного комитета. В июне того же года принимал участие в I Всероссийском съезде Советов рабочих и солдатских депутатов, в ноябре — во I Съезде. На втором уездном съезде Советов 28 января 1918 года был переизбран на должность председателя уездного исполнительного комитета. В конце 1918 года стал председателем кулебакской ЧК. В 1920 году был избран председателем Выксунского уездного Совета. В 1924 году избирался кандидатом в члены Всероссийского центрального исполнительного комитета, в 1925 году — кандидатом в члены Центрального исполнительного комитета СССР. Скончался в 1938 году.